# توشیو هیرابایاشی
توشیو هیرابایاشی (به انگلیسی: Toshio Hirabayashi) بازیکن فوتبال اهل ژاپن و عضو تیم ملی فوتبال ژاپن است که در تاریخ ۲۳ مه ۱۹۲۳ میلادی اولین بازی ملی‌اش را انجام داد. او در ۲ بازی ملی حضور داشت و آخرین بازی ملی خود را در تاریخ ۲۴ مه ۱۹۲۳ میلادی انجام داد. توشیو هیرابایاشی در بازی‌های ملی‌اش
گلی به ثمر نرساند.